# Alberico I di Mâcon
Alberico I, Albéric ou Aubry in francese, Alberic in catalano e Albericus in latino (seconda metà del IX secolo – 943), fu Visconte di Narbona dal 911 al 919 circa e Conte di Mâcon dal 927 fino alla sua morte.

## Origine
Secondo la Histoire générale de Languedoc : T. 2, Alberico era figlio del Visconte di Narbona, Maiol I e della moglie, Raimonda di Tolosa, che secondo lo storico francese, specializzato nella genealogia dei personaggi dell’Antichità e dell'Alto Medioevo, era figlia del Conte di Tolosa, Raimondo I.

Maiol I di Narbona era un nobile franco, che, secondo la Gran enciclopèdia catalana - vescomtat de Narbona era figlio del Visconte di Narbona, Franco I e della moglie di cui non si conoscono né il nome né gli ascendenti.

## Biografia
Di Alberico non si hanno molte informazioni, ma il documento n° CLIX della Histoire générale de Languedoc : T. 2, datato 911, cita Alberico quale Visconte di Narbona (Albericho vicecomite), assieme al fratello Gualtiero (nomine Walchario) ricordando i genitori, Maiol e Raimonda (infantes Majolo vicecomite et uxori suæ Raymundæ).
Non si conosce l'anno esatto in cui Alberico lasciò la viscontea di Narbona, per recarsi nel Mâconnais, dove sposò la figlia del visconte di Mâcon, come viene ricordato da LES COMTES DE MACON, e confermato dal Cartulaire de Saint-Vincent de Mâcon (Albericus Narbonensis qui, accipiens filiam Raculfi vicecomitis).

Quando, nel 927, morì il Conte di Mâcon, Alfredo d'Aquitania, Alberico trovò un accordo con Ugo il Nero di Borgogna, che era succeduto nel titolo ad Alfredo, ma gli aveva concesso il potere sulla contea.

Infatti il documento n° VII del Cartulaire de Saint-Vincent de Mâcon, ricorda Alberico come primo Conte di Mâcon (Hec sunt nomina comitum Matisconensium. Primus, Albericus Narbonensis), che si autonominò (comitem se fecit).
Nel documento n° CCCCXCVI, ancora del Cartulaire de Saint-Vincent de Mâcon, datato 930, Alberico viene citato col titolo di Conte di Mâcon (Albericus comes).
Un altro documento, sempre del Cartulaire de Saint-Vincent de Mâcon, il n° CXI, datato tra il 936 ed il 941, Alberico Conte di Mâcon (Albericus comes) è autore di una donazione alla chiesa di Saint-Vincent a Mâcon.
Alberico espanse territorialmente la contea.
Alberico morì nel 943 e gli succedette come Conte di Mâcon, il figlio, Letaldo.

## Matrimonio e discendenza
Alberico aveva sposato Tolana o Tolosana, figlia del visconte di Mâcon, Raculfo (Albericus Narbonensis qui, accipiens filiam Raculfi vicecomitis), come ci viene confermato dal documento n° VII del Cartulaire de Saint-Vincent de Mâcon; Tolana viene citata assieme ad Alberico (Alberici atque Tolosane) come genitori di Letaldo, nel documento n° 432 del Recueil des chartes de l'abbaye de Cluny. Tome 1, ed era ancora in vita nel 955, quando il figlio, Letaldo la citò (matrisque meae Etolane) nel documento n° 976 del Recueil des chartes de l'abbaye de Cluny. Tome 2.

Alberico da Tolana ebbe tre figli:
- Letaldo (915-961), Conte di Mâcon[5]
- Unberto (circa 915-958), citato nel documento n° VIII del Cartulaire de Saint-Vincent de Mâcon (Leutaldus atque et Umbertus filii prenominati Alberici)[12], signore di Salins, come ci viene confermato dalle Preuves de l'Histoire généalogique des sires de Salins au comté de Bourgogne[13].
- Adele († dopo 944) citata dal fratello Letaldo nel documento n° 655 del Recueil des chartes de l'abbaye de Cluny. Tome 1 (soror mea Attala)[14].

### Fonti primarie
- (LA)  Histoire générale de Languedoc : T. 2.
- (LA)  Cartulaire de Saint-Vincent de Mâcon, connu sous le nom de "Livre enchaîné".
- (LA)  Recueil des chartes de l'abbaye de Cluny. Tome 1.
- (LA)  Recueil des chartes de l'abbaye de Cluny. Tome 2.
- (LA)  Histoire généalogique des sires de Salins au comté de Bourgogne.

### Letteratura storiografica
- (FR)  Histoire de Mâcon du IXème au XIIIème.